# Pachydactylus otaviensis
Pachydactylus otaviensis este o specie de șopârle din genul Pachydactylus, familia Gekkonidae, descrisă de Bauer, Lamb și William Roy Branch în anul 2006. Conform Catalogue of Life specia Pachydactylus otaviensis nu are subspecii cunoscute.